# La persona ideale, come dovrebbe essere?
La persona ideale, come dovrebbe essere? (in inglese How should a person be?) è un romanzo pubblicato nel 2012 dalla scrittrice canadese Sheila Heti.

## Descrizione
La persona ideale, come dovrebbe essere? è stato scritto dopo The middle stories del 2001, Ticknor del 2005 e We need a horse del 2011.

## Trama
Sheila, la protagonista, sta per compiere 30 anni. Il suo matrimonio è un fallimento, la sua opera teatrale non fa passi avanti, e l'ispirazione che ricava dalla sua vita, dalle sue relazioni dal suo amore e dalla sua amica più vicina non le bastano per continuare a scrivere. Vive nell'irrequietezza e sente di dover ricominciare la sua vita in solitudine, continuando a scrivere per riempire vuoti e silenzi. Sa che in altre città di provincia e nelle metropoli ci sono molte ragazze e donne come lei, ma questo non l'aiuta a capire come bisogna essere, non le basta per capirsi, per crescere. Le persone più vicine sono Margaux, giovane e talentuosa pittrice, spirito libero, e Israel, l'amante, giovane artista dai modi diretti ed espliciti. Loro due le permettono di interrogarsi, di cercare e trovare la strada. Così racconta tutto, prima di tutto a se stessa poi a noi. Riporta fatti accaduti, e-mail ricevute e riportate in originale. Sheila così esplorata il presente, il nostro modo di vivere, ed arriva alla domada che da il titolo al libro: la persona ideale, come dovrebbe essere?

## Critica e recensioni
Il romanzo di Sheila Heti affronta dal punto di vista femminile le relazioni con gli uomini che diventano secondarie rispetto all'amicizia tra donne. Si tratta di un testo divertente, strano, originale e impossibile da classificare, potente, con mescolanza di verità e finzione. Parla della vita di una giovane donna con pochi soldi, molte ambizioni e con una grande libertà interiore che si scontra col mondo. Il critico statunitense James Wood, firma del New Yorker, pensa che la scrittrice Sheila Heti esprima diffidenza, insoddisfazione e pensieri negativi nei confronti delle modalità legate alla scrittura di un romanzo. La persona ideale, come dovrebbe essere?, pubblicato in Italia da Sellerio nel 2013, si presenta come opera ibrida, indefinibile, una sorta di viaggio con appunti scritti durante il percorso, sogni, riflessioni e anche richiami a note filosofiche e pièce teatrali. Il romanzo si presta a varie letture: autobiografica, introspezione postmoderna e ritratto di un'artista giovane e donna. Si tratta di un lavoro ricercato, intransigente e tuttavia divertente di una scrittrice canadese tra le più originali. Si tratta di un libro da affrontare senza pregiudizi. Heti non voleva affrontare da sola nella sua stanzetta questioni esistenziali remote ma parlandone con gli amici. Con loro affronta i temi di libertà, arte e amore. Tra i temi affrontati anche dialoghi con una particolare tendenza all'autodistruzione.

## Edizioni

### Edizione originale
- (EN) Sheila Heti, How should a person be?, New York, Henry Holt and Co., 2012, OCLC 755213363.

### Edizione italiana
- Sheila Heti, La persona ideale, come dovrebbe essere?, traduzione di Moira Egan e Damiano Abeni, Palermo, Sellerio, 2013, ISBN 9788838930157, OCLC 898701986.

### Edizioni in altre lingue
- (FR) Sheila Heti, Comment être quelqu'un?, traduzione di Stéphane Roques, Paris, Éd. de l'Olivier, 2014, OCLC 894402738.
- (DE) Sheila Heti, Wie sollten wir sein? ein Roman aus dem Leben, traduzione di Thomas Überhoff, Reinbek bei Hamburg, Rowohlt-Taschenbuch-Verl, 2015, OCLC 935764847.
- (ES) Sheila Heti, ¿Cómo debería ser una persona?: una novela desde la vida, traduzione di Regina López Muñoz, Barcelona, Alpha Decay, 2013, OCLC 864291750.
- (PL) Sheila Heti, Kim być?: Sheila zaczyna od nowa, traduzione di Arkadiusz Belczyk, Bielsko-Biała, Wydawnictwo Pascal, 2014, OCLC 903393739.